# Болотниково (Калининградская область)
Болотниково (до 1938 — Жамайткемен (нем. Szameitkehmen), до 1946 — Линденхаус (нем. Lindenhaus)) — посёлок в Краснознаменском муниципальном округе Калининградской области, до 2016 года входил в состав Добровольского сельского поселения. 

## География
Посёлок расположен в 21 км на юг от центра округа города Краснознаменск и в 2 км на северо-запад от Добровольска.

## История

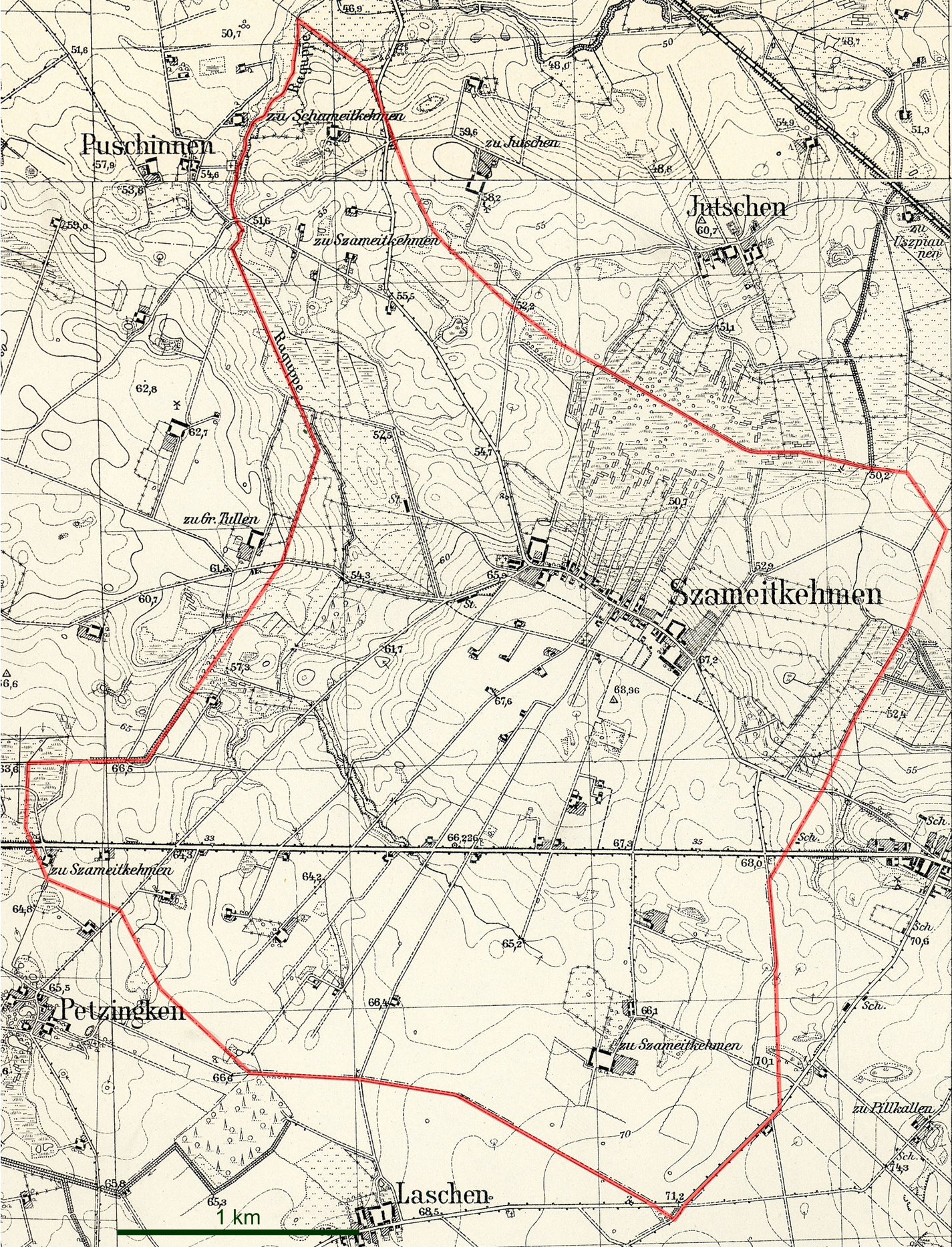
Община Жамайткемен на карте 1937 года

Населённый пункт Заммайткен был основан в 1580 году и долгое время был небольшой деревней. В 1874 году земская община Жамайткемен входила в состав района Пиллкаллен административного округа Гумбиннен Восточной Пруссии. В 1938 году деревня была переименована в Линденхаус (нем. Lindenhaus).
В результате Великой Отечественной войны в 1945 году деревня была передана Советскому Союзу в составе северной части Восточной Пруссии. В 1946 году посёлок получил русское название Болотниково и был отнесен к Добровольскому сельсовету Краснознаменского района Калининградской области. С 2008 по 2016 год Болотниково входило в состав Добровольского сельского поселения, с 2016 по 2021 год — в Краснознаменский городской округ, с 2022 года — в составе Краснознаменского муниципального округа.

## Население
| 1867 | 1885 | 1910 | 1933 | 1939 | 2002 | 2010 |
| ---- | ---- | ---- | ---- | ---- | ---- | ---- |
| 580  | ↗638 | ↘635 | ↘634 | ↘593 | ↘119 | ↘97  |